# Matt Konop
Matt Konop (6. února 1906 — 12. května 1983) byl důstojník armády Spojených států amerických během druhé světové války. Účastnil se bitvy v Ardenách a osvobozování Československa, konkrétně města Domažlic, dalších obcí na Chodsku, Horšovského Týnu i Plzně.
Začátkem května 1945 jmenoval generál Walter M. Robertson, velící důstojník 2. pěší divize, Matta Konopa s ohledem na jeho české kořeny a znalost češtiny velitelem předvoje 2. pěší divize. Konopův předvoj tak shodou okolností osvobozoval ty samé české vesnice, které jeho prarodiče opustili, když emigrovali do Ameriky. Během osvobozování se Chodskem nesla zvěst o tom, že region je po šesti letech okupace nacistickým Německem osvobozován „jedním z nás“.
Tyto události připomíná bronzová deska, která je připevněná v Domažlicích na náměstí na domě, jenž nese jméno „Hruška“. Před tímto domem Matt Konop zaparkoval svůj vůz 4. května 1945 a byl vítán jako hrdina – osvoboditel. V roce 2016, byl Matt Konop jmenován čestným občanem města Domažlice.

## Dětství
Matt Konop se narodil ve Stangelville ve Wisconsinu, dvacet mil jihovýchodně od Green Bay v Kewaunee County. Jeho prarodiče byli rolníci, kteří emigrovali do Wisconsinu koncem 60. let 19. století z Chodska. Připojili se k enklávě českých imigrantů žijících mezi dalšími emigranty z Německa, Belgie, Irska a dalších zemí západní Evropy, kteří přeměňovali starý borovicový les v severovýchodním Wisconsinu v mléčné farmy. Matt Konop se v dětství učil česky (jako první jazyk). Vyrůstal na farmě jako nejstarší z jedenácti dětí. V roce 1924 ukončil střední školu Kewaunee High School.

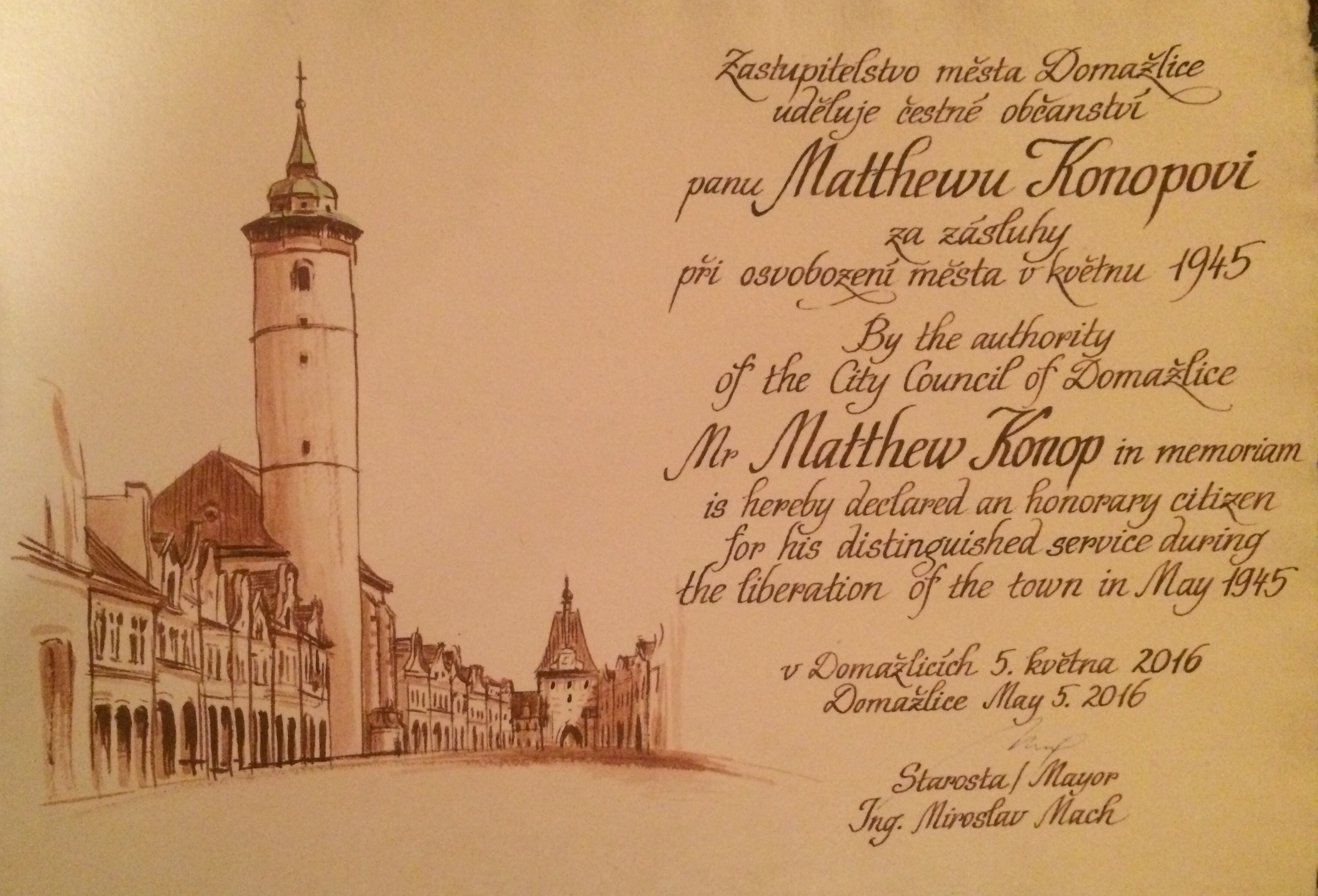
Město Domažlice udělilo Mattu Konopovi čestné občanství v květnu 2016.

## Druhá světová válka
Koncem roku 1940 dostal Matt Konop obsílku z Armády Spojených států a byl vyzván, aby se zapsal jako důstojník. Konop rozkaz uposlechl a odjel společně se svou ženou a třemi malými dětmi z Wisconsinu do Fort Sam Houston v San Antonio, Texasu, kde byla jeho posádka. Do armády nastoupil v hodnosti kapitána u 2. pěší divize (2nd Infantry Division). Když se připojil k bojovým jednotkám, které se vylodily 7. června 1944 (den po první vlně vylodění – D-Day) na Omaha Beach, byl povýšen na plukovníka.

## Bitva v Ardenách

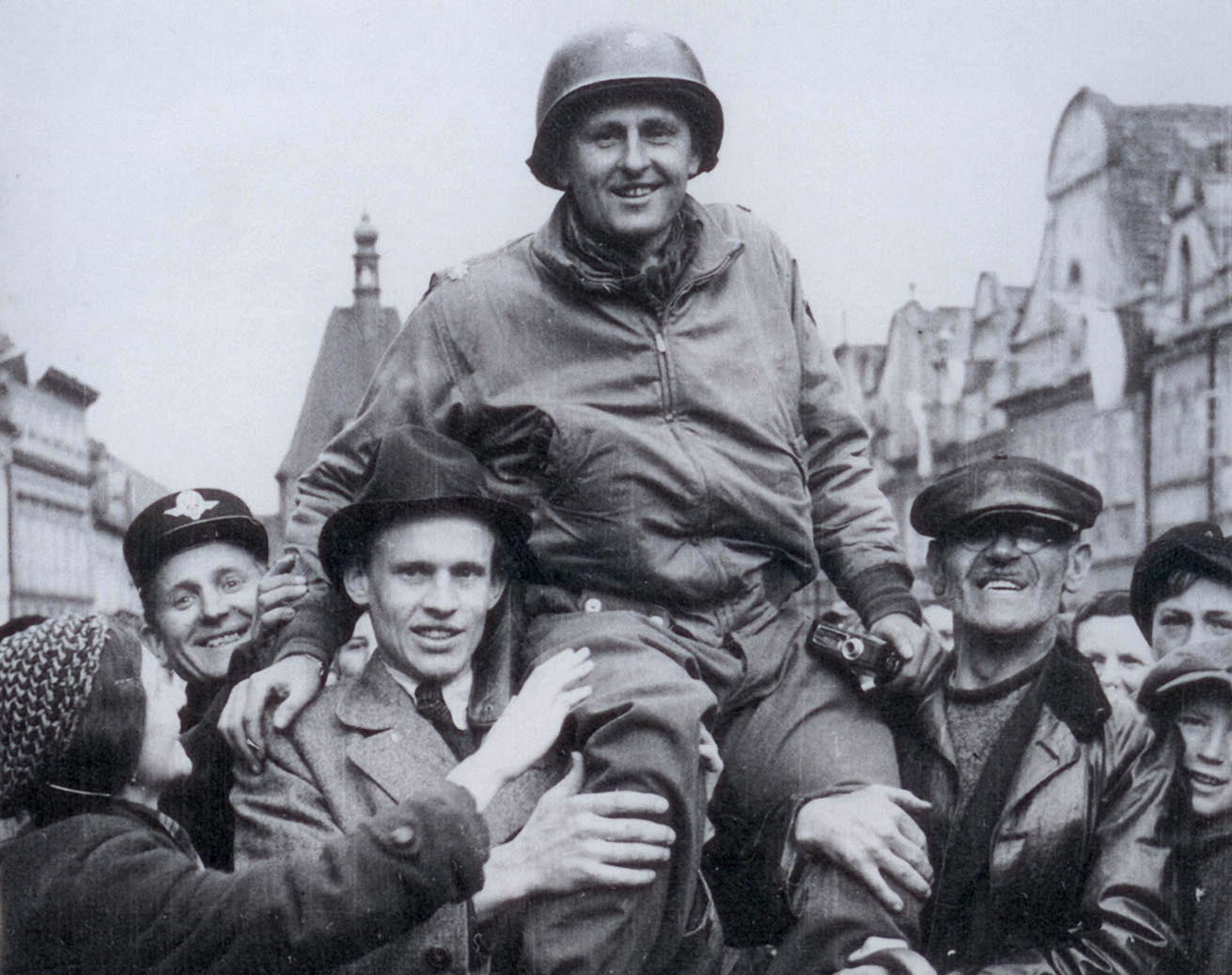
Plukovník Matt Konop je oslavován lidmi v Domažlicích (květen 1945). Češi byli ohromeni, že jsou osvobozeni Američanem, potomkem imigrantů, kteří byli původem z Chodska

Matt Konop vedl ráno 17. prosince 1944 narychlo sestavenou skupinu vojenských kuchařů, řidičů džípů a členů vojenské policie proti útoku německé tankové divize SS – jeho úkolem bylo ubránit velitelství ve městě Wirtzfeld v Belgii. To byl začátek německé masivní ofenzivy, která vstoupila ve známost jako Bitva v Ardenách. Velitelství 2. pěší divize bylo prakticky nehlídané: Konopovy zápisky z tohoto dne říkají, že večer 16. prosince, kdy německé tanky prorazily 106. Obrněnou divizí, byla tato operace stále považována jen za lokální akci, nikoli hlavní část útoku. Cílem německé ofenzivy bylo prorazit americké linie k řece Máza a dostat se do Antverp, separovat spojenecké armády a zvrátit německé ztráty. Po bitvě o Wirtzeld generál Walter E. Lauer, velící důstojník 99. pěší divize řekl: „Nepřítel měl v ruce trumfy, ale nevšiml si jich.“ (V originále: The enemy had the keys to success in its hand but didn’t realize it.”) V jednu chvíli byly německé tanky pouhých 200 yardů od velitelství.Za svou statečnost byl Matt Konop vyznamenán bronzovou hvězdou (Bronze Star).

## Osvobozování Československa
Na základě rozkazu generála George S. Pattona ze dne 30. dubna 1945 se měla 2. pěší divize přesunout do jihozápadního Československa. Velící důstojník, generál Robertson, věděl o Konopově znalosti češtiny, takže byl pověřen, aby vedl předvoj.Konop vjel 2. května 1945 na džípu, společně se svým řidičem, do obce Klenčí, odkud pocházela jeho babička z matčiny strany. Narazili zde na setkání místního odboje. Konop odbojářům v češtině sdělil, že jeho divize přichází, aby osvobodila Československo. Vypuklo nadšení i údiv nad tím, že jim americký důstojník česky oznamuje, že jsou znovu svobodní a zároveň nese jméno Konop, které je pro tuto oblast typické.

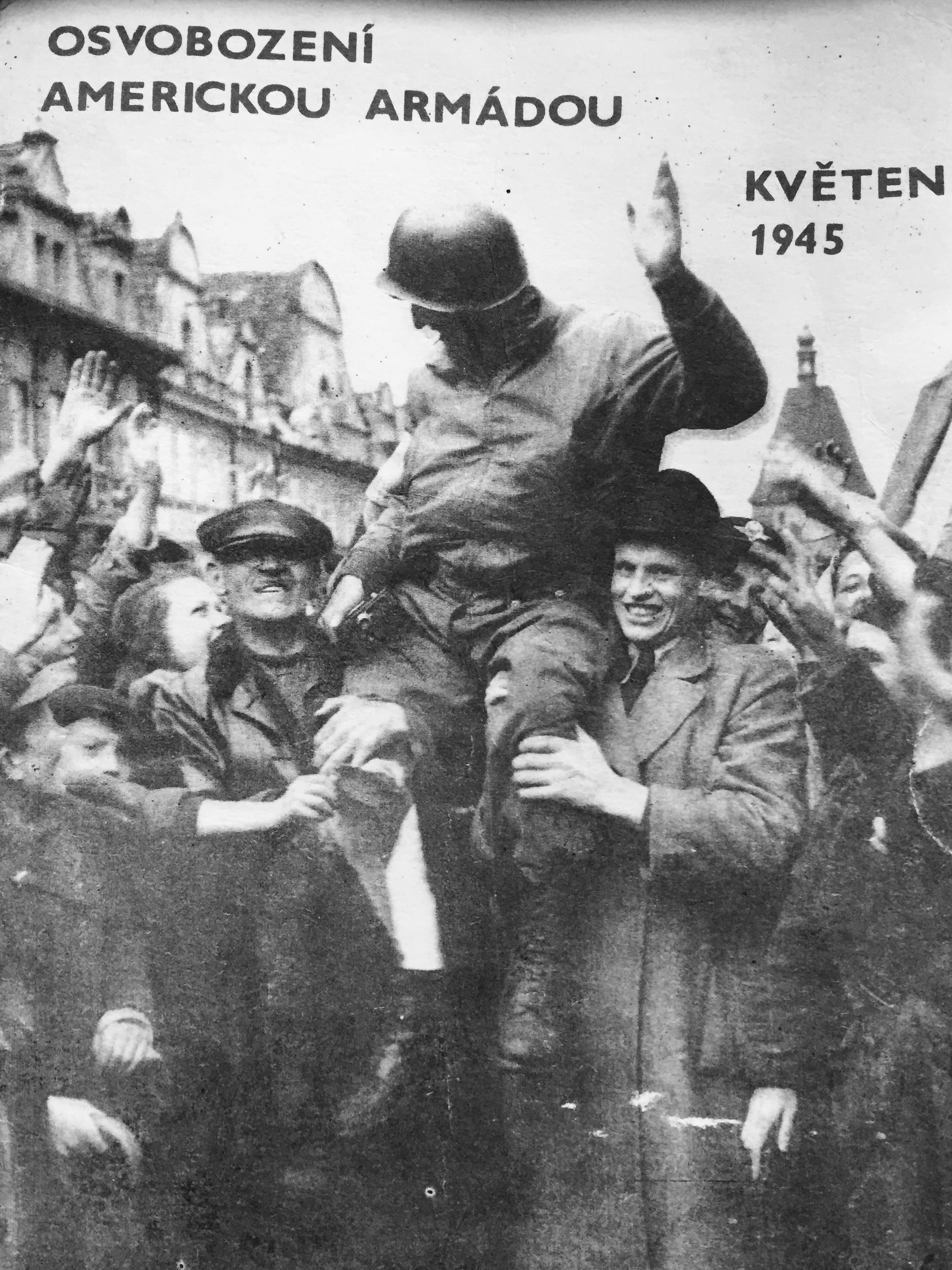
Obálka brožury publikovaná v roce 1990 zobrazuje Matta Konopa, kterého na ramenou nesou lidé z Domažlic v květnu 1945.

Konop noc strávil v domě rodiny Bendů v Klenčí, zatímco se okolím šířili zvěsti o „osvobození jedním z nás.“ Dva dny poté, 4. května, Konop vstoupil do okresního města Domažlice a na náměstí uviděl transparenty, které ho vítaly jako osvoboditele. Lidé oslavovali konec šestiletého nacistického teroru, když tu skupina lidí na náměstí poznala Konopa, vyzdvihli ho na ramena a nesli ho po náměstí jako hrdinu, který jim vrátil svobodu.
Domažlice byly oficiálně osvobozeny den poté, 5. května 1945. Podobně slavili i lidé v dalších městech a vesnicích osvobozených Američany, české a americké vlajky vlály společně a lidé oblékali kroje, aby v nich pozdravili vojáky.
6. května divize ustavila své velitelství v Plzni a 7. května generál Robertson pořádal večírek na velitelství – pozváni byli představitelé města, místní umělci i další významní lidé. Protože Konop hovořil anglicky i česky, ujal se pro tento večer role ceremoniáře a o půlnoci oznámil pomocí tlampačů, které jeho hlas přenášely na hlavní náměstí, že válka skončila. Následně vypukly na náměstí oslavy.

## Návrat z Československa a život doma
Poté, co válka skončila, vrátil se Matt Konop na podzim 1945 zpět ke své ženě Eunice a jejich třem dětem do města Two Rivers ve Wisconsinu. Prodával pojištění a opustil aktivní službu, ale zůstával členem armádních rezerv. Po válce se manželům narodily další čtyři děti. Konop se vrátil do Československa dvakrát, v roce 1975 a 1979. Poslední cestu uskutečnil sám a strávil několik dní na Domažlicku, česky hovořil s lidmi o osvobození regionu americkou armádou.

## Po pádu komunismu
Po pádu komunismu v roce 1989, publikovalo domažlické muzeum brožuru (vydaná 1990) připomínající nově nabytou svobodu a roli americké armády při osvobozování regionu koncem druhé světové války. Na obálce brožury se objevila jedna ze série fotografií plukovníka Konopa, kterého na ramenou nesou lidé v Domažlicích v květnu 1945.

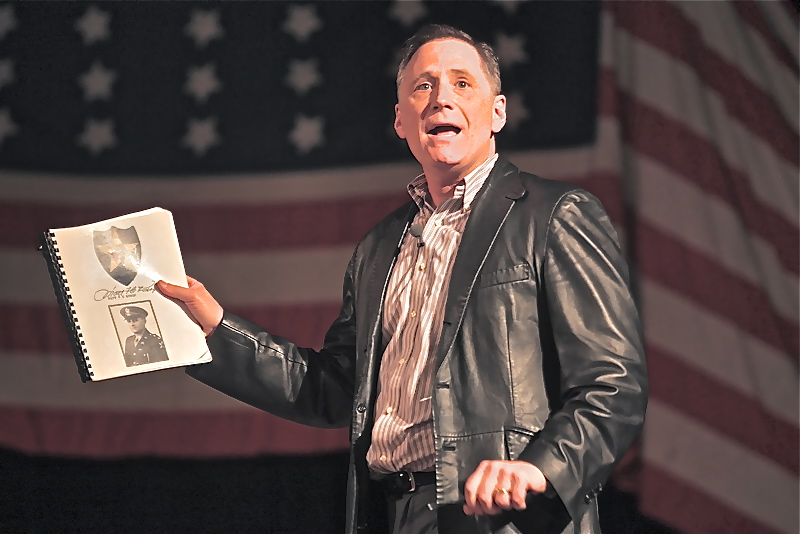
Patrick Dewane, vnuk Matta Konopa, autor a představitel one-man show The Accidental Hero

## Návrat „Náhodného hrdiny"
Dvacet let po smrti Matta Konopa objevila jeho rodina ve sklepě zapomenuté zápisky (psané na stroji), v nichž vypráví o svém čase stráveném ve válce. Konopův vnuk, Patrick Dewane, proměnil tyto zápisky v úspěšnou one-man show The Accidental Hero (Náhodný hrdina) – součástí představení jsou i filmové záběry pořízené Mattem Konopem nebo válečné suvenýry. V představení hraje Patrick Dewane více než tucet postav, včetně Matta Konopa a sebe (Konopova vnuka). Hra vypráví o šňůrách náhod, do kterých se Matt Konop během války dostal, stejně jako o údivu, jenž Čechoslováci na konci války cítili (a stále cítí) v souvislosti s tím, že je osvobodil česky hovořící americký hrdina, který znovu vrátil jejich zemi svobodu.
Od roku 2010 bylo představení The Accidental Hero sehráno ve více než 100 divadlech a místech ve Spojených státech amerických (včetně New York Czech Center, The National WWII Museum v New Orleans, George H.W. Bush Museum & Library v College Station v Texasu, Marcus Center for the Performing Arts ve Milwaukee nebo v University of Notre Dame v Minneapolis). Od roku 2012 se Patrick Dewane každý rok vrací do České republiky (vždy první týden v květnu), aby zde sehrál sérii představení. Pravidelně vystupuju v Praze, Plzni, Domažlicích, Klatovech nebo Klenčí. Představení v Plzni, Domažlicích a Klatovech korespondují se slavnostmi osvobození americkou armádou.

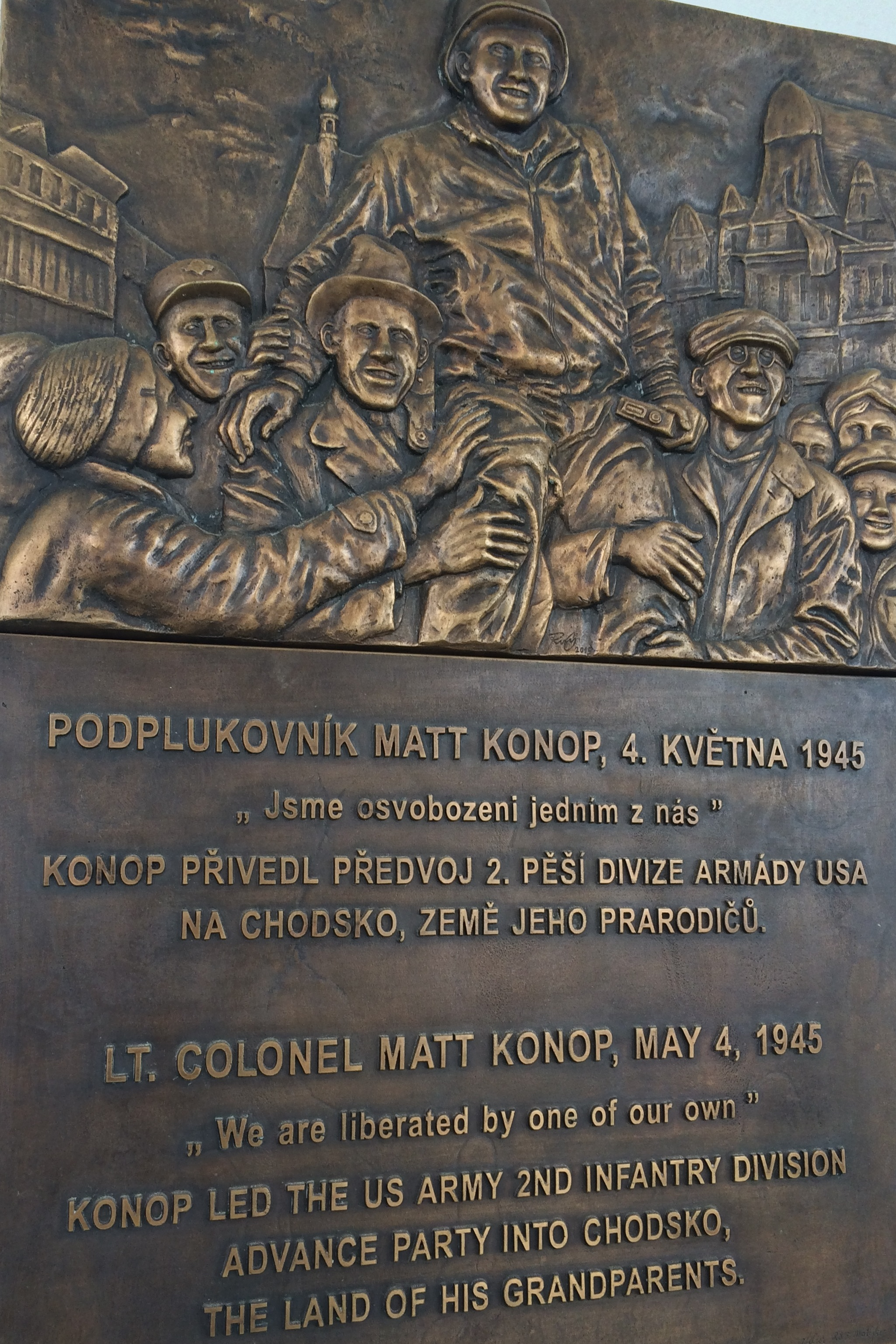
Bronzová deska připomínající roli plukovníka Matta Konopa při osvobozování Československa koncem druhé světové války. Je umístěná na domě na náměstí v Domažlicích

## Bronzová deska
Dne 5. května 2015 byla na dům na náměstí v Domažlicích, jenž má jméno „Hruška“ na fasádě, instalována bronzová deska, jejíž součástí je reliéf vycházející z fotografie Matta Konopa, kterého lidé nesou na ramenou. Tato deska byla věnována Mattu Konopovi a jeho roli při osvobozování Chodska.Na desce je text v češtině i v angličtině. V levé ruce drží Konop svoji kameru značky Kodak.